# 박근형 (축구인)
박근형(한국 한자: 朴根亨, 1981년 12월 1일 ~ )은 대한민국의 전 축구 선수이며, 포지션은 골키퍼였다.